# Flann Sinna
Flann Sinna (en inglés: Flann of the Shannon) (847 u 848-25 mayo 916) era hijo de Máel Sechnaill mac Máele Ruanaid de los Clann Cholmáin, una rama de los Uí Néill del sur. Fue Rey de Mide de 877 en adelante y Rey Supremo de Irlanda. Su madre Land ingen Dúngaile era hermana de Cerball mac Dúnlainge, Rey de Osraige.
Flann fue elegido como Rey Supremo de Irlanda tras la muerte de su primo y padrastro Áed Findliath el 20 de noviembre de 879. El reinado de Flann siguió el patrón habitual de los reyes irlandeses, empezando por levar rehenes y tributo de Leinster y entonces iniciar la guerra contra Munster, Ulster y Connacht. Flann fue más exitoso que muchos otros reyes de Irlanda. Aun así, más que los éxitos militares y diplomáticos de su reinado, son sus actos de propaganda, en la forma de Cruces Mayores monumentales que le nombran a él y a su padre, como reyes de Irlanda, lo que es excepcional.
Flann pudo haber tenido la intención de abandonar la sucesión tradicional, por la cual las ramas norte y sur de los Uí Néill alternaban en el trono, pero tales planes fueron destruidos cuando su hijo favorito Óengus fue asesinado por su yerno y posteriormente sucesor Niall Glúndub, hijo de Áed Findliath, el 7 de febrero de 915. Los otros hijos de Flann se rebelaron y su autoridad colapsó.

## Irlanda en la primera era vikinga

Divisiones políticas importantes de Irlanda circa 900, Mide (Meath) está destacado.

La era Vikinga comenzó en Irlanda en 795 con ataques a los monasterios insulares de Rathlin, Inishmurray, e Inishbofin. En los siguientes veinte años, los ataques vikingos —conocidos como "extranjeros" o "gentiles" en las fuentes irlandesas— eran a pequeña escala, infrecuentes y en gran parte limitados a las costas. Los Anales de Ulster registran únicamente cinco incursiones vikingas en los primeros veinte años del siglo IX. En los años 820, se producen mayores ataques en Ulster y Leinster. La distribución, tamaño y frecuencia de ataques aumentó en los años 830. En 837, flotas vikingas operaban los ríos Boyne y Liffey en Irlanda central, y en 839 una flota se estableció en Lough Neagh en el nordeste.
Los registros indican que las primeras bases vikingas permanentes Viking se establecieron cerca de Dublín cercano y Annagassan en 841. En las décadas siguientes se establecieron otros poblamientos fortificados en Wexford, Waterford, Limerick, y Cork. Es en este periodo los dirigentes escandinavos en Irlanda son registrados con su nombre. Turgesius, al que Giraldus Cambrensis hace conquistador de Irlanda e hijo de Harald Fairhair según las sagas escandinavas, es uno de ellos. Fue capturado, y ahogado en Lough Owel, por Máel Sechnaill en 845. De Máel Sechnaill se dice que mató a 700 extranjeros en 848, y el Rey de Munster, Ólchobar mac Cináeda, a otros 200, incluyendo un earl llamado Tomrair, el "heredero designado del Rey de Laithlind".
En 849 una fuerza nueva apareció, los "Extranjeros Oscuros". Posiblemente daneses y sus actividades estuvieron dirigidas contra los "extranjeros" ya en Irlanda. Una batalla naval importante tuvo lugar en Carlingford Lough en 853 y produjo una victoria para los recién llegados. En el mismo año, allí llegó otra fuerza, los "extranjeros claros", dirigidos por Amlaíb, "hijo del rey de Laithlind", e Ímar. De los años 840 en adelante, los Anales Fragmentarios de Irlanda y los anales irlandeses informan de alianzas frecuentes entre los "extranjeros" y los reyes irlandeses, especialmente después de la aparición de Amlaíb y Ímar como gobernantes de Dublín.
Los últimos años de la década de 860 vieron una reducción de la actividad de los Extranjeros—pese a que los Anales reportan indignadamente que saquearon los antiguos túmulos funerarios de Newgrange, Knowth, y Dowth en 863—con las fuerzas del Dublín activas en Pictland y seis meses de asedio en Dumbarton Rock. Áed Findliath aprovechó estas ausencias para destruir las fortalezas vikingas del norte de Irlanda. Amlaíb dejó Irlanda para siempre en 871 e Ímar murió en 873. Con su desaparición, se sucedieron los cambios de liderazgo entre los extranjeros y sabemos que hubo un elevado grado de conflicto interno en las décadas siguientes.

## Máel Sechnaill mac Maíl Ruanaid

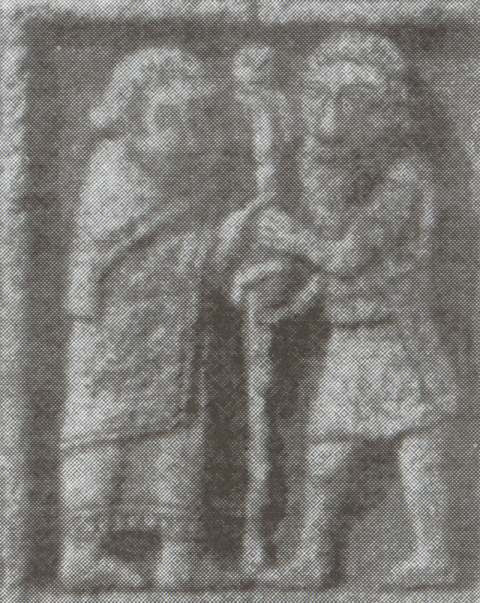
Clérigo y rey que plantan una estacan en la cara este de la Cruz de las Escrituras, Clonmacnoise. Las figuras probablemente representan a Ciarán de Clonmacnoise y Flann antepasado distante Diarmait mac Cerbaill fundando Clonmacnoise.

La creación de una monarquía de Irlanda como fue ejercida por reyes como Flann, Brian Bóruma, Muircheartach Ua Briain y Tairrdelbach mac Ruaidri Ua Conchobair (Turlough O'Connor), pudo deberse tanto a la amenaza que constituía Feidlimid mac Crimthainn, de los Eóganachta de Cashel (Eóganachta Chaisil), Rey de Munster, como a los ataques Vikingos.
Los hombres de Feidlimid saqueron Irlanda a lo largo y a lo ancho, alcanzando el corazón de losCenél nEógain en Inishowen. Con el apoyo del clero de Cashel y de su propio ejército, las fuentes de Munster hablan de que Feidlimid se coronó Rey de Tara. A pesar de que fue derrotado en 841 por Niall Caille de Cenél nEógain, el Rey Supremo según algunos, los logros de Feidlimid fueron punto excepcionales. Ningún rey que no fuera miembro de los Uí Néill desde Congal Cáech de los Dál nAraidi, Rey de Ulaid a comienzos del siglo VII, había sido considerado Rey Tara.
A la muerte de Niall Caille en 846, la corona de Tara pasó a Flann Sinna. padre de Máel Sechnaill. Feidlimid murió al año siguiente, y Máel Sechnaill procedió a expandir su poder por la guerra y diplomacia. Lo excepcional sobre el expansionismo de Máel Sechnaill, habitual en los reyes irlandeses, es el lenguaje usado para describirlo. Los Anales de Ulster se refieren a los ejércitos de Máel Sechnaill, no como los "hombres de Mide", o de Clann Cholmáin, sino como "hombres de Irlanda" (una expedición co feraib Érenn consta en 858). Junto a esta innovación, los términos goídil (gael), gaill (extranjeros) y gallgoídil (hiberno-nórdicos) se hacen más frecuentes, junto con frases como los Gaíll Érenn (los extranjeros de Irlanda, utilizado para referir a los hiberno nórdicos de las costas irlandesas).
A su muerte en 862, el obituario de Máel Sechnaillle tituló "Rey de toda Irlanda".

## Áed Finnliath
A la muerte de Máel Sechnaill, el reinado de los Uí Néill kingship pasó a la rama del norte, representada por Áed Findliath, hijo de Niall Caille. Áed Empezó su reinado casándose con la viuda de Máel Sechnaill, madre de Flann, Land (d. 890), hija de Dúngal mac Cerbaill, rey de Osraige. Áed tuvo algunos éxitos notables contra los vikingos y se mantuvo activo contra los Laigin. Aun así, no fue aceptado ni por los Uí Néill del sur. Los registros históricos indican que en seis ocasiones durante su reinado, o un año de cada en tres, la gran feria de Tailtiu no se celebró, "a pesar de que había no razón justa y digna para esto". Cuándo Áed murió en 879, el título regresó a la rama del sur, representada por Flann Sinna.
Durante el reinado de su padrastro, Flann aparece en el registro histórico. En 877, los Anales de Ulster registran que "Donnchad hijo de Aedacán hijo de Conchobor, fue traicioneramente asesinado por Flann hijo de Máel Sechnaill". Donnchad, Rey de Mide y cabeza de los Uí Néill del sur, era primo segundo de Flann. El matrimonio de Flann con la hija de Áed Findliath, Eithne pudo haber tenido lugar antes de su ascenso al poder, o poco después.

## Flann sobre Irlanda
El reinado de Flann empezó con una demanda de rehenes a los reyes de Leinster. En 881, dirigió un ejército de irlandeses y "extranjeros" al norte, atacando Armagh. A diferencia de las historias posteriores que describen a Gaélicos y "Extranjeros" como enemigos irreconciliables, y relatan los acontecimientos como una luya entre nativos e invasores, los reyes irlandeses no tuvieron problema alguno en aliarse con los "extranjeros" si les convenía. Es probable que una de las hermanas de Flann estuviera casada con algún líder nórdico o hiberno nórdico. Gerald de Gales ofrece un relato típicamente ingenioso de cómo se produjo este matrimonio en su Topographia Hibernica. Gerald afirmaba que Máel Sechnaill había concedido su hija al caudillo vikingo Turgesius, y había enviado quince hombres jóvenes barbilampiños, disfrazados como las doncellas de la novia, para matar al cacique y a sus socios.
Los Anales de Ulster informan que Flann fue derrotado en 887 por los "Extranjeros" en la Batalla de Pilgrim. Entre los muertos en el bando de Flann estaban Áed mac Conchobair de los Uí Briúin Ai, Rey de Connacht, Lergus mac Cruinnén, Obispo de Kildare, y Donnchad, Abad de Kildare. Los clérigos irlandeses generalmente aparecen entre los muertos en las batallas del periodo Vikingo. En aquel año la Feria de Tailtiu no se celebró, señal de que la autoridad de Flann había sido desafiada. La derrota de Flann a manos de los "extranjeros" fue eclipsada por las señales de disensión entre sus dirigentes. Aquel mismo año, los Anales de Ulster reportan que «Sigfrith hijo de Ímar, rey de los nórdicos, fue asesinado a traición por su pariente». Al año siguiente, los Anales informan de una «expedición por Domnall hijo de Áed [Finnliath] con los hombres del norte de Irlanda contra los Uí Néill del sur».
En 892, los acontecimientos en Inglaterra pueden haber tenido un impacto en Irlanda, provocando la caída de Dublín (Áth Cliath). Los Anales, tras informar de la derrota de los vikingos frente a los sajones—Alfredo el Grande, Rey de Wessex, era contemporáneo de Flann—anuncia una «gran disensión entre los "extranjeros" de Áth Cliath, que se dispersaron, una sección de ellos siguiendo al hijo de Ímar, y la otra a Sigfrith el jarl». Amlaíb hijo de Ímar fue asesinado en 897, y para 901 los Anales dicen que los «paganos fueron expulsados de Irlanda» por los hombres de Leinster, dirigidos por el yerno de Flann, Cerball, y los "hombres de Brega", dirigidos por Máel Finnia hijo de Flannacán.
En 901, el hijo de Flann, Máel Ruanaid, descrito como "el heredero designado de Irlanda", fue asesinado, probablemente quemado en una sala junto con otro notables, por los Luigni de Connaught. En 904, Flann irrumpió en la Abadía de Kells para capturar a su hijo Donnchad, que se había refugiado allí, y decapitó a muchos de los seguidores de Donnchad. En este momento, Flann había sido rey de Irlanda de nombre durante un cuarto de siglo.
Flann emprendió una expedición contra su primo Cellach mac Cerbaill, Rey de Osraige, en 905, después de que Cellach hubiera sucedido a su hermano Diarmait ese año. Al año siguiente, 906, Flann saqueó Munster. Cormac mac Cuilennáin de los Eóganachta de Cashel, Rey de Munster, con su "genio del mal" y posterior sucesor Flaithbertach mac Inmainén a su lado, atacó Connaught y Leinster en represalia y, según algunos anales, derrotó a Flann. Una flota de Munster asoló las costas ese mismo año.

## Ni lanza ni espada le matará
El 13 de septiembre de 908, Flann, asistido por su yerno Cerball mac Muirecáin, y Cathal mac Conchobair, Rey de Connacht, se enfrentaron nuevamente con los hombres de Munster, otra vez dirigidos por Cormac y Flaithbertach, en la Batalla de Bellaghmoon (cerca de Castledermot, Condado Kildare). Los Anales Fragmentarios informan que muchos de los hombres de Munster no deseaban estar en la expedición. Esto era porque Flaithbertach había caído de su caballo, un acontecimiento que fue considerado como un mal presagio. Flann y sus aliados posteriormente vencieron en la batalla. Cormac, junto con Cellach mac Cerbaill de Osraige y muchos otro notables, fue asesinado.
En 910, ahora sin la ayuda de Cerball, que había muerto de enfermedad, Flann derrotó a los hombres de Bréifne. En 913 y 914, primero Donnchad hijo de Flann, y después el propio Flann, saquearon las tierras del sur de Brega y Connaught. En 914, los Anales de Ulster informan que «muchas iglesias fueron profanadas por [Flann]». En diciembre de 914, tuvo lugar una batalla entre Niall Glúndub y Óengus, hijo de Flann. Óengus murió por las heridas causadas el 7 de febrero de 915, siendo el segundo de los herederos designados por Flann que murieron durante su reinado.
Más tarde en 915, sus hijos Donnchad y Conchobar se rebelaron contra Flann, y sólo con la ayuda de Niall Glundúb fueron devueltos a la obediencia. Niall Glúndub también forzó una tregua entre Flann y Fogartach mac Tolairg, rey de Brega. Niall también pudo haber sido reconocido como heredero de Flann en esa época. Flann no sobrevivió mucho tiempo, muriendo cerca de Mullingar, Condado Westmeath, según la Profecía de Berchán, el 25 de mayo de 916, después de un reinado de 36 años, 6 meses, y 5 días.
Flann fue sucedido como cabeza de Clann Cholmáin y rey de Mide por su hijo Conchobar, y como rey de Tara por Niall Glúndub.

## Familia

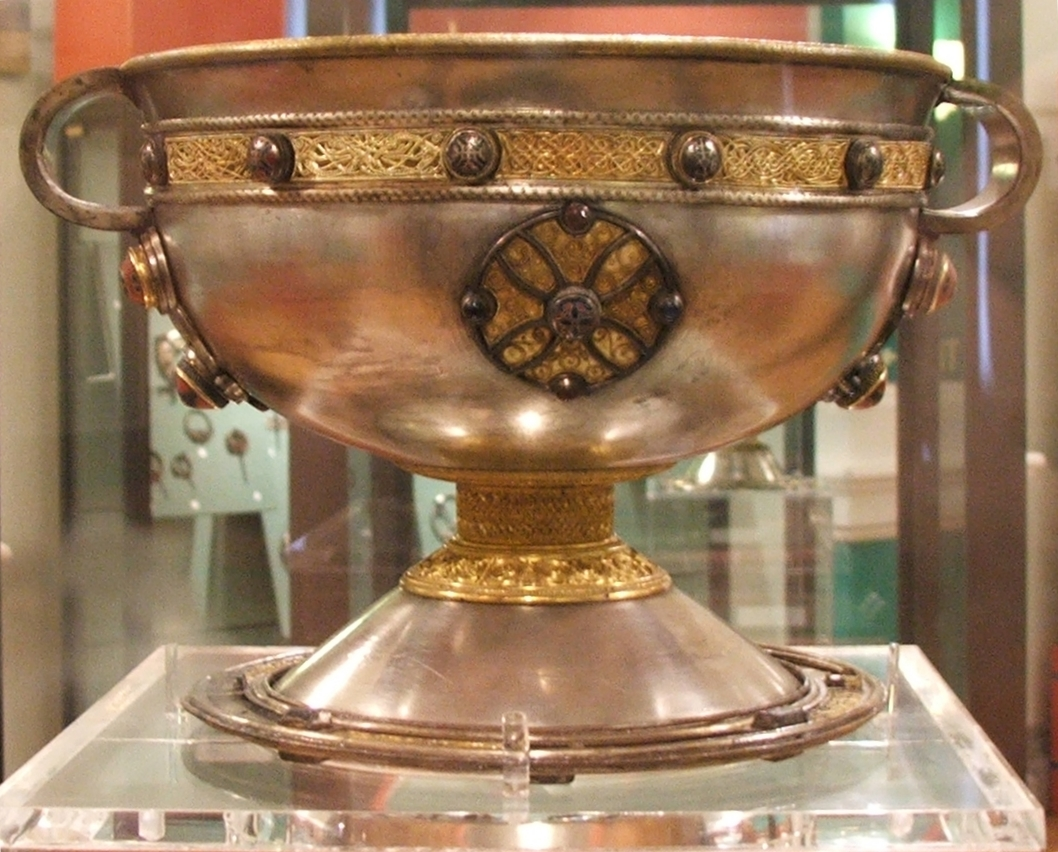
El Ardagh Cáliz, quizás un cáliz ministerial real para un 9.º-siglo rey irlandés.

Su matrimonio con Gormlaith ingen Flann mac Conaing, hija del Rey de Brega, un aliado clave de su padrastro, fue probablemente el primero. Los niños conocidos de este matrimonio son Donnchad Donn, posteriormente rey de Mide y de Tara, y Gormlaith.
La hija de Flann, Gormflaith ingen Flann Sinna se convirtió en tema de historias literarias posteriores que la describían como una figura trágica. Se casó primero con Cormac mac Cuilennáin de los Eóganachta, que había hecho voto de celibato como obispo. A la muerte de Cormac en batalla en 908, luchando contra su padre, se casó con Cerball mac Muirecáin del Uí Dúnlainge, que presuntamente la maltrataba. Cerball era un aliado clave del padre de Gormlaith. Después de la muerte de Cerball en 909 Gormlaith se casó con su hermanastro Niall Glúndub, que murió en 919. Los Anales de Clonmacnoise la muestran deambulando por Irlanda tras la muerte de Niall, rechazada por su familia y reducida a mendigar de puerta a puerta, aunque se considera que esto es una invención posterior más que una tradición con cierta base.
El segundo de los matrimonios de Flann fue con Eithne, hija de Áed Findliath, circa 877. El hijo de Flann y Eithne, Máel Ruanaid fue asesinado en 901. Eithne estuvo casada también con Flannácan, Rey de Brega, con quien tuvo un hijo llamado Máel Mithig. Es probable que Flann se divorciara de Eithne para seguir la tradición de casarse con la viuda de su predecesor, la madrastra de Eithne. Eithne murió como monja en 917.
Su tercera mujer, Máel Muire, que murió en 913, era la hija del Rey de los Pictos, Cináed mac Ailpín. Fue la madre de Domnall (Rey de Mide 919–921; asesinado por su medio hermano Donnchad Donn en 921), y Lígach (muerta 923), esposa del rey Síl nÁedo Sláine de Brega, Máel Mithig mac Flannacáin (muerto 919).
Las madres de los hijos de Flann Sinna, Óengus (muertos 915), Conchobar (rey de Mide 916–919; muerto en batalla contra los "Extranjeros" junto a su cuñado Niall Glúndub), Áed (cegado por orden de Donnchad Donn en 919), y Cerball es desconocida, así como la de su hija Muirgel (muerta 928), que probablemente se casó con un jefe nórdico o hiberno nórdico.

## Valoración
La sucesión alterna entre Uí Néill del norte y sur a la corona de Tara se rompería finalmente en tiempos de Brian Boru. La tensión existía antes de Flann Sinna. Dos ramas de los Uí Néill— Cenél Conaill y Síl nÁedo Sláine— ya habían sido excluidas de la sucesión por losl Cenél nEógain y Clann Cholmáin. Muchas otras ramas nunca habían alcanzado el trono.
Cuando el hijo de Flann, Máel Ruanaid fue asesinado en 901, el obituario de los Anales de Ulster dice: "Máel Ruanaid hijo de Flann hijo de Máel Sechnaill, el heredero designado de Irlanda, fue asesinado por el Luigne". Los Anales de Ulster derivan de la Crónica de Irlanda, mantenida en Clonmacnoise, el monasterio de Flann, y quizás fue compilada en su vida.
La descripción de Máel Ruanaid como "el heredero designado de Irlanda" sugiere a algunos que Flann planeaba mantener la corona en su familia, excluyendo a Cenél nEógain, como antes habían quedado excluidos Cenél Conaill y Síl nÁedo Sláine. La evidente falta de lealtad entre los hijos de Flann, con Donnchad Donn dos veces en rebelión contra su padre, puede haber impedido llevar a término esos planes. Aun así, Óengus es llamado "el heredero designado de Temair [Tara]" en el aviso de su muerte en 915.
Benjamin Hudson sugirió que fueron sólo las enérgicas campañas de Niall Glúndub en Ulster y Connacht de 913 a 915, junto con la fortuita muerte de Óengus, lo que llevó a Flann a nombrar a Niall como su heredero. Alex Woolf sugirió que Flann no había intentado únicamente monopolizar la sucesión dentro de su familia, sino que intentaba crear una monarquía nacional en Irlanda comparable a la creada por sus contemporáneos Alfredo el Grande y Eduardo el Viejo en Inglaterra a partir de su Reino de Wessex.
Los reyes de Clann Cholmáin posteriores descendieron de Flann, como Congalach Cnogba, cuya ascendencia oficial le confirmaba como miembro del Síl nÁedo Sláine, el primero de esa rama en convertirse en Rey de Tara en dos siglos, y cuyo último antepasado que gobernó en Tara fue el epónimo Áed Sláine, diez generaciones antes. Congalach estaba estrechamente vinculado a Clann Cholmáin. Su madre era la hija de Flann, Lígach, y su abuela Eithne había sido esposa de Flann.
El hijo de Flann, Donnchad Donn, su nieto Congalach Cnogba, y su biznieto Máel Sechnaill mac Domnaill, todos fueron reyes de Tara, Máel Sechnaill siendo el último de los reyes tradicionales Uí Néill.

## Imagen
Flann tuvo a su servido a Máel Mura Othna (muerto 887), "poeta de jefe de Irlanda". En 885 Máel Mura compuso el poema Flann for Érinn. Esta obra vinculaba a Flann con las hazañas de su legendario antepasado Uí Néill Túathal Techtmar. Como señala Máire Herbert, Máel Mura describe a Tuathal como a un gobernante del siglo IX, tomando rehenes de reyes menores, obligando a su obediencia y fundando su dominio de Irlanda sobre la fuerza. El rey supremo en el poema tiene autoridad sobre los hombres de Irlanda y les dirige en la guerra.
Un testimonio concreto de las aspiraciones de Flann sobrevive en las cruces altas levantadas en Clonmacnoise y Kinnitty por orden de Flann que le nombran, a él y a su padre rí Érenn, "Rey de Irlanda". Al mismo tiempo, el oratorio de Clonmacnoise fue reconstruido en piedra por orden suya.
Se atribuye a Flann el encargo del más antiguo cumdach conocido, un estuche ornamentado para el Libro de Durrow.